# رادها كوماري
رادها كوماري هي ممثلة هندية (وحملت سابقاً جنسية الراج البريطاني)، ولدت في 1942 بفيزينجارم في الهند، وتوفيت في 8 مارس 2012 بحيدر آباد في الهند.

## وصلات خارجية
- رادها كوماري على موقع IMDb (الإنجليزية)